# Batalla de Negroponte
La batalla de Negroponte se libró en 1470 entre las flotas de la República de Venecia y el Imperio otomano durante la guerra turco-veneciana (1463-1479). Los otomanos, dirigidos personalmente por el sultán Mehmet II Fatih estaban asediando la guarnición de la colonia veneciana de Negroponte (Calcis), capital de la posesión veneciana de Eubea, en Grecia Central, cuando llegaron los venecianos para auxiliar la ciudad. Sin embargo, los venecianos fueron incapaces de romper el cerco turco. El asedio duró casi un mes y, a pesar de grandes bajas otomanas, terminó con la toma de la ciudad y de la isla de Eubea por los otomanos.

## Batalla naval y asedio
El sultán Mehmed había dado inició a preparativos para responder a la destrucción causada por la armada veneciana en las islas y en Enez, y capturar esta isla, que se consideraba un puesto de avanzada de los venecianos. Sin embargo, estos preparativos se mantuvieron muy en secreto y la expedición se presentó como si fuera a ser hacia Rodas. Finalmente, una gran flota al mando de Mahmud Pasha partió de Galípoli en 1470, capturó la isla de Shira en el camino y luego sitió Negroponte. 
El líder de los ejércitos de refuerzo venecianos fue Nicolò Canal, conocido como «un hombre de letras más que un guerrero, un hombre culto más dispuesto a leer libros que a dirigir los asuntos del mar». Su flota constaba de 53 galeras y 18 naves menores, una quinta parte del tamaño de la flota otomana. Canal llegó al cabo de tres semanas al lugar del asedio, pero no pudo impedir que la flota turca entrara en el canal de Negroponte el 14 de junio de 1470,perdió el valor y se retiró a Samotracia, pidiendo más ayuda, pero sólo llegaron indulgencias papales. 
Canal podría haber roto el asedio si hubiera atacado el puente de pontones del que dependían los turcos. El viento y la marea estaban a su favor y los venecianos navegaban a una velocidad de 15 nudos (28 km/h) hacia él, pero perdió los nervios y se retiró. Llevó su flota amotinada de vuelta a Venecia y Negroponte se rindió al día siguiente.
Mientras tanto, Paolo Erizzo, el comandante de la guarnición, se negó a rendirse y se enfrentó al enemigo.

## Consecuencias
Dado que la ciudad se había negado a rendirse y había sido tomada «por la espada», como era costumbre, las tropas otomanas conquistadoras dispusieron de tres días para saquear, expoliar y saquear la ciudad. Los hombres cristianos fueron masacrados, las mujeres y los niños esclavizados y los soldados venecianos ejecutados. Más de 6.000 venecianos y griegos murieron en defensa de Negroponte. Está documentado que sólo 30 supervivientes lograron regresar a Venecia, 15 mujeres, 12 niños y 3 hombres.
Existen varias leyendas según las cuales Paolo Erizzo fue descuartizado en dos. Canal fue juzgado, multado, privado de su rango y desterrado a Portogruaro.
Para evitar futuras incursiones como éstas, muchos lugares, como Atenas, optaron por la capitulación ante los otomanos en lugar de la resistencia.